# Edoardo Gaffeo
Edoardo Gaffeo (Rovigo, 12 agosto 1967) è un economista e politico italiano, sindaco di Rovigo dal 13 giugno 2019 al 15 febbraio 2024.

## Biografia
Nato a Rovigo, si laurea in economia e commercio presso Università di Bologna nel 1992, consegue successivamente il dottorato di ricerca in economia politica presso Università Politecnica delle Marche nel 1997. Entrato in carriera universitaria come ricercatore, con una parentesi dal 1997 al 1999 nel Centro Studi di Confindustria, nel 2010 diventa professore associato di economia politica e dal 2018 è professore ordinario di politica economica presso l'Università degli Studi di Trento.
È stato membro del consiglio di amministrazione dell'Interporto di Rovigo (2003-2005), della Fondazione della Cassa di Risparmio di Padova e Rovigo (2010-2013) e di Intesa Sanpaolo (2013-2019).

### Attività politica
Alle elezioni amministrative del 2019, dopo la caduta anticipata della giunta comunale di Rovigo guidata dal leghista Massimo Bergamin, si candida come sindaco del capoluogo Polesine, sostenuto dal Partito Democratico e da due liste civiche "Perché Cresca Felice" e "Forum dei Cittadini", dove ottenne al primo turno il 25,42% dei voti, accendendo al ballottaggio contro la candidata del centro-destra Monica Gambardella che ha conseguito 38,17%. Al ballottaggio del 9 giugno ottiene il 50,94% e sconfigge la sfidante ferma al 49,06%, che con uno scarto di 390 voti ribalta il risultato emerso dalla prima tornata. Si insedia ufficialmente il 13 giugno 2019.
Alle elezioni amministrative del 2024 si ricandida per un secondo mandato da sindaco, sostenuto questa volta dal Movimento 5 Stelle e da due liste civiche "Perché Cresca Felice" e "Forum dei Cittadini" (include candidati di AVS). Al primo turno ottiene il 28.09%, accedendo così al ballottaggio contro la candidata del centrodestra Valeria Cittadin che ha ottenuto il 49.1%, la quale poi vincerà la sfida con il 58% dei voti.